# Pod Popelní horou
Pod Popelní horou je přírodní rezervace 3,5 km západně od obce Stachy v okrese Prachatice. Chráněné území se rozkládá na severním úbočí protáhlého hřebene, zvaného Popelná hora, jižně od osady Studenec a západně od samoty Krousov. Oblast spravuje Správa NP Šumava.

## Flóra a fauna
Hlavním předmětem ochrany zvláště chráněného území jsou sekundární podhorská a horská vřesoviště s výskytem jalovce obecného v mozaice s podhorskými a horskými smilkovými trávníky. Ze zvláště chráněných druhů rostlin zde byly nalezeny prha arnica (Arnica montana), běloprstka horská (Leucorchis albida), plavuníky (Diphasiastrum sp.), jalovec obecný (Juniperus communis), všivec lesní (Pedicularis sylvatica) a hadí mord nízký (Scorzonera humilis). Ze zvláště chráněných živočichů zde byl zaznamenán rys ostrovid (Lynx lynx), žluťásek borůvkový (Colias palaeno), ořešník kropenatý (Nucifraga caryocatates), krkavec velký (Corvux corax), bramborníček hnědý (Saxicola rubetra), zmije obecná (Vipera berus), slepýš křehký (Anguis fragilis), čolek horský (Triturus alpestris), užovka obojková (Natrix natrix), ještěrka obecná (Lacerta agilis) a ještěrka živorodá (Zootoca vivipara).